# Kassai kódex
A Kassai kódex egy modern hamisítvány. A Collectio Dominicana vagy Syngrapha Dominicana című kéziratgyűjtemény Liber Inquisitorum részét állítólag 1227-ben kezdték vezetni és az egész kódexet 1556-ban helyezték el a kassai városházán. Végül 1950-ben állítólag nyoma veszett, de korábban készítettek róla fényképeket, melyeket eddig nem sikerült fellelni.

## Keletkezése
Felfedezője szerint a Kassai kódex 1227-től 1498-ig tartalmaz adatokat és jegyzőkönyveket a magyar ítélkezés egy speciális szegmenséről, az inkvizícióról (a kódex Liber Inquisitorum része). Czeglédi Péter a kassai domonkos kolostor perjele 1556-ban helyezte letétbe a Syngrapha Dominicana c. kéziratot a kassai városházán. Itt hosszú ideig lappangott, de 1690-ben a kassai származású Hoffmann Tamás domonkos szerzetes nagyon rövidítve lemásolta a történelmi jelentőségű részeket, köztük az Inkvizítorok könyve c. részt. 1852-ben Rassovszky (Rassowszky) Domokos, a rend korábbi tartományi főnöke, volt kassai perjel kikölcsönözte és magával vitte Miszlókára, a plébániára. Itt hosszú időre nyoma veszett.

## Újkori története
Fehér Mátyás Jenő Domonkos-rendi szerzetes 1945 előtt jónevű rendtörténész volt. Az 1940-es évek elejétől a kassai dóm kódex- és ősnyomtatvány-gyűjteményét leltározta és katalogizálta, ennek során talált utalást arra, hogy 1852-ben egy Rassovszky nevű pap kikölcsönzött és magával vitt Miszlóka település plébániájára egy Collectio Dominicana című iratot. Fehér ezen utalás nyomán 1941. október 15-én a miszlókai plébánián megtalálta a nagyon rossz – „egér-, molyrágta, vízfoltos, penészes” – állapotban lévő kéziratgyűjteményt. Az eredeti Syngrapha Dominicana vagy Collectio Dominicana egy másolata volt, és Fehér Kassai kódex néven emlegette. 1945-ig a másolásával foglalkozott, egészen a február 11-i szovjet megszállásig. A kézirat másolásában Klingl Rudolf kassai levéltáros segített neki.
Másolatait menekülése után barátai küldték el neki több részletben, de az utolsó küldemény elveszett. Budapesten a domonkos rendházban – Böle (Bőle) Kornél rendtársa segítségével – fejezte be sietősen a fordítást és a másolást, majd a budapesti domonkos-kolostor irattárában helyezte el a kódexet (a Hoffman-féle másolat megrongált példányát). A Kassai kódex a szovjet megszállás, majd a kommunizmus évei alatt, a Domonkos-rend könyvtárának felszámolása során elkallódott. Fehér a Hoffman-féle másolatról készült jegyzeteit – vagy azok egy részét – magával vitte Argentínába.
1967-ben az Egyesült Államokban jelent meg az első publikáció a kódexről: Képek a magyar sámán-inkvizíciók történetéből (Warren, Ohio, USA). A könyv előszavában Kúr Géza, a Fáklya folyóirat szerkesztője így méltatta a művet: „...világszerte igen nagy érdeklődés mutatkozik e kultúrtörténeti szempontból felbecsülhetetlen értékű munka iránt. Tudománnyal foglalkozó és más lelkes magyarok egyformán várják a teljes mű mielőbbi megjelenését. Az előbbiek azt mondják, hogy ennek alapján át kell írni az egész történelmet, az utóbbiak pedig velünk együtt abban reménykednek, hogy ennek feltárása eloszlatja majd a világnak a magyarság felől ellenséges, gonosz akaratból kitermelt véleményét...” Magyarországon 1967. szeptember 23-án közölte a Magyar Kurír az akkor még nagy jelentőségűnek nevezett dokumentum hírét.

### A publikáció hazai visszhangja
1968-ban Schram Ferenc az Ethnographia c. folyóiratban (1968, 281-284. o.) ismertette Fehér amerikai publikációját. Több problémás részt talált benne, többek között nyelvi, néprajzi szempontból érezte problematikusnak Fehér könyvét. Sajnálattal vette tudomásul, hogy nem az eredeti szöveget, és nem teljes terjedelmében adták ki a kódexet. A következő évben Schram egy népszerű ismertetést írt az Élet és Tudomány hetilapba (1969/9, 420-422. o.), amiben megkérdőjelezte Fehér közlését, illetve a kódex hitelességét. „Schramm 1968-ban elsősorban a latinul közölt szöveget elemezte s rámutatott arra, hogy a szövegközlésben sok a sajtóhiba, az elírás, hevenyészett a fordítás. A kétségtelenül érdekes és újszerű adatokat tartalmazó forrásról szerinte azonban csak a teljes kézirat megjelenése, vagy az esetleg előkerülő Hoffman-féle másolat alapján lehet majd érdemben véleményt mondani. Nem tételezi fel ugyan azt, hogy a jó nevű rendtörténész esetleg »retusálta« volna a rendelkezésére álló forrás szövegét, de véleménye szerint a közölt szemelvények tudományos értéke Herczeg Ferenc Pogányok című regényéhez hasonlítható”. Közben megjelentek Fehér további, a kódexszel kapcsolatos publikációi. Magyar kutatók megjegyezték, hogy érdemes lett volna kijavítani azokat a hibákat, amelyekre már korábban felhívtak a szerző figyelmét. „Schramm ismertetéseire Fehér ellenségesen éles hangú, de észrevételeit megcáfolni nem tudó választ adott.” Schram, Borsa cikkei, Mezey László szóbeli értékelése után a hazai történészek olyannyira megkérdőjelezték a kódex hitelességét, hogy „1972 óta szinte említés sem történt róla, mert egyértelmű hamisítványnak tartották.” Kivéve azokat, akiknek az elméleteit alátámasztotta a Kassai kódex, mint például Karsai Géza, aki szerint Anonymus azonos Pósa püspökkel, így a Pósa püspököt említő Kassai kódex nála mindjárt hiteles is lett. A valóság inkább az lehet, hogy a Kassai kódexbe már Karsai elmélete alapján került bele Pósa.
Az 1996-ban megjelent cikkében Kovács Béla úgy véli, hogy „minden adatot összevetve kellene elvégezni a kódex kritikáját, s csak ezután lehetne Fehér munkáiról a végleges álláspontot kialakítani.” Ez csak azt követően történhet meg, hogy a kutatók részére hozzáférhetővé válnának a Hoffman-féle változatról készült másolat latin nyelvű szövegrészei. Kovács álláspontja végeredményben az volt, hogy vélhetően volt egy kódex, aminek erősen romlott a szövegállapota a hamisítások miatt, valamint költött részek is vannak benne, de mégis vannak benne hitelesíthető adatok.

## Tartalma
Fehér jegyzetei szerint a kódex négy önálló részből állt: Monita magistri Pauli, Liber Inquisitorum, Exodus Fratrum, Gesta Fratrum.
- 01r – 18v: üres
- 19r – 24v: Monita magistri Pauli; részben hiányos, részben olvashatatlan
- 25r – 28v: Monita magistri Pauli
- 29r – 29r: E résznek kolofonja
- 29v – 95v: Liber Inquisitorum
- 96r – 97v: Exodus Fratrum
- 98r – 134v: Liber Inquisitorum, közben Gesta Fratrum
- 135r – 144v: üres
- 145r – 145v: német nyelvű gazdasági feljegyzések.[16][* 4]

### Monita magistri Pauli
Az irat kezdő része, a Monita magistri Pauli a más forrásból is ismert Paulus magister (Paulus de Hungaria) Summa de poenitentiae című munkájával azonosítható.

### Liber Inquisitorum
A kódex felfedezője 289 per anyagát tudta rekonstruálni a csonka szövegből, de az eredeti kéziratban ennek akár a háromszorosa is lehetett. Fehér 1967-ben megjelent könyve csupán 83 olyan jegyzőkönyvvel foglalkozik, amelyben az ősi magyar vallás papjai a vádlottak.

#### Asámánmegnevezés használata
„A »sámán« nevet idézőjelbe teszem, mert magában az Inkvizíciók könyvében soha ezt a kifejezést nem használták a perakták irói, vagy másolói, de miután a vallástörténelem ezt a kifejezést választotta és használja mint fogalom jelölést az animizmus, a vallási élet és hiedelem világ szolgáinak, hivatalos eszmehordózóinak, képviselőinek a megjelölésére” – indokolta Fehér, hogy miért a sámán megnevezést használta. Az általa publikált inkvizíciós jegyzőkönyvekben a mágus, illetve a mágusok főpapja (pontifex magorum), vagy annak magyaros formája – magoc – jelöli az ősi vallás papjait. Az 1967-es könyvben a szerző előbb idézőjeles változatban használja a kifejezést, később mágusként említi a régi vallás vezetőit, végül a könyv utolsó fejezeteiben már idézőjelek nélkül alkalmazza a megnevezést (sámán-perek, sámánlázadások). A kifejezés tudatos használatához hozzájárulhatott a könyv megjelenését segítő Kúr Géza véleménye: „Ezek szerint egészen természetes, ha a zsidó nyelvben ismeretes a »Samas« és a »sámán« szó, mint a nap-isten és papjainak ősbabiloni, tehát sumir neve.”

### Exodus Fratrum
Fehér közlése szerint a győri származású Marcellus (? – 1272) domonkos szerzetes „részben politikai, részben missziós megbízatással csatlakozott 1252-ben ahhoz a követséghez, amelyet Béla király Kubuláj kánhoz küldött Karakorumba, mikor olyan hírek jártak, hogy a tatár újból megindul Nyugat ellen. A követség vezetője Miskolc-nembeli Panity, aki az ifjú királynak, a későbbi V. Istvánnak volt kun nyelvmestere és bizalmi embere. Marcellus erről az útról magával hozott élményeit missziós szempontból leírta és írása nyomán a kassai krónika az »Exodus fratrum« címmel egy töredéket mentett át.”

## Az eredetisége körüli kételyek
Az eredetiség kérdésében Fehér Mátyás Jenő így nyilatkozott: „hogy mernék én, egy a másolók kezén keresztülmenő, romlott kéziratról szinte rögtönzött jegyzetemből a hitelesség védjegyét kiállítani?”

### A hamisítás melletti érvek
A kifogások és kritikák éppúgy érintik a dokumentum fellelésének ellentmondásos körülményeit, mint tartalmi hitelességét
- Borsa Gedeon azt kifogásolja, hogy Fehér előadása ellentmondó, mivel 1968-as könyve szerint a kéziratot 1945-ben hátizsákban vitte magával Vizsolyra, 1969-es könyve szerint viszont nem vitte magával, hanem barátai juttatták el Bodrogszerdahelyre.
- Borsa 1972-es további érvei: Fehér célzatos módosításokkal élt, az 1969-es könyvében egy 1942-es könyvből származó fényképet használt fel.
- Borsa érvei szerint Fehér 1969-es könyvében három olyan, a kódex részeiként bemutatott képet ad közre, melyek korábban már reprodukcióban megjelentek és a Kassai Kódexhez semmiképp sem kötődnek, attól teljes egészében független iratok. Fehér ezekből utólagos módosításokkal állította elő bizonyító erejűnek szánt illusztrációit
- Schram Ferenc első érve szerint a magyarok ősvallása a sámánizmus volt, ezért a kódex tartalma vitatható, második érve szerint nem tudni, ki másolta az iratot, Hoffman Tamás, vagy Fehér Mátyás Jenő.
- Schram további érve: nem hiszi, hogy a pünkösdi királyság szokása az Árpád-korból származna.[24]
- Schram hibát talált a latin szövegben, amelyben az új kenyeret torta novi panis-nak nevezi, csakhogy a torta kalácsot jelentett latinul. [25]
- Schram hasonló problémát talált a gorgoló szó használatában is, amely mást jelent valójában, mint ahogy azt a kódex idézi.[26]
- Györffy György 1970 október 5-én, Szűcs Jenő kandidátusi értekezésének vitájában „bizonyíthatóan modernkori hamisítványnak” nevezte, további bizonyítás nélkül.[27]
- Az 1994-es Új magyar irodalmi lexikon egyszerűen csak közli, hogy a Kassai kódex vagy nem létezett, vagy hamisítvány.

### Eredetisége melletti érvek
Az eredetiség mellett meglehetősen kevesen tették le a voksukat:
- Bakay Kornél szerint Borsa felvetése azért helytelen, mert néhány évtized alatt bárki elfeledheti egy menekülés közbeni eseménysor elemeinek egymás utániságát. Ezenkívül az érv nem a kódex tartalmáról szól.[28]
- Fehér elismerte a tévedést, amelyet könyve szerkesztésénél követtek el, ám véleménye szerint a kép cseréje nem befolyásolja a kódex szövegét. (Mindemellett e képcserére még 40 évvel később is hivatkoznak jobb híján.)
- Schram Ferenc Élet és Tudományban megfogalmazott ellenvetése nem felel meg a valóságnak, mivel a sámánizmus nem vallás, hanem az ősvallás egyik eleme.[29] Sőt maga Fehér Mátyás Jenő is korrigálta önmagát, miszerint a sámánizmus szóhasználat hibás fordítás eredménye.
- Györffy a Történelmi Szemlében semmilyen érvet vagy bizonyítást nem hoz fel ítélete mellett, csak Mezey László szóbeli ítélkezését ismétli.[forrás?]

### Egyéb tudományos viták a Kassai kódex körül
1972. február 28-án Szűcs Jenő kandidátusi értekezésének nyilvános védésén Mályusz Elemér, a neves történész, opponensi véleményében hiányolta, hogy Szűcs miért nem használta fel munkájában. "Semmi gyanút sem indokolhatja azonban az egész munkának hamisítvánnyá bélyegzését és mint ilyennek kritikai vizsgálat nélküli elvetését." – fogalmazott. Ő maga hozzátette, hogy "magam nem tartom az ún. Kassai-kódexet hamisítványnak. Hogy micsoda, azt a kérdéskör ismerőinek, a szakembereknek kell elfogulatlanul megállapítaniuk." Szűcs Jenő válaszában kifejtette, hogy azért nem használta fel a kódexet, mert lehetséges, hogy az az "Amerikában divatos dilettáns sumerológiát alátámasztani hivatott hamisítvány". Szűcs szintén megengedően nyilatkozott arról, hogy lehetséges, hogy van némi valóságmagva a Kassai Kódexnek, ám az addig kiadott változatok csak töredékesen közlik a latin szöveget. Pártolta azt a gondolatot, hogy a Kassai kódex mögött feltételezett eredeti latin szöveget Magyarországon kiadják. Bárminemű tudományos célú felhasználást meg kell előznie ennek, a csak feltételesen létező eredeti latin szöveg kiadásának.

### A tudomány mai álláspontja
A történettudomány mai álláspontja szerint a kódex sosem létezett, hamisítvány, amit a szöveg kronológiai hibái egyértelműen mutatnak. Így például a Szent Erzsébet tiszteletére 1232-ben alapított pataki domonkos rendi kolostorról szóló beszámoló, miközben Erzsébetet 1235-ben avatták szentté. Hasonló a Nagy Lajos 1283-as betegségének leírása.
Kovács Béla 1996-ban a Társadalomtudományi Szemlében tette közzé A Kassai kódex kritikája című tanulmányát, amelyben fenntartotta a lehetőségét annak, hogy Fehér Mátyás Jenő nem hamisított, hanem egy másodkézi másolat saját maga által másolt változatát használta fel. Az általa közölt statisztika szerint a legalább 573 perből csak 125-öt említ meg Fehér Mátyás Jenő, de ezek közül 90-et lehet csak évszámmal azonosítani, és ezekből is csak 24 mentes kronológiai problémáktól. Megállapította azt is, hogy Fehér Mátyás Jenő az 1967-es és 1968-as publikációiban ugyanazon perekben más személyneveket citált.
Jelenleg a Kassai kódex létezésére Fehér Mátyás Jenő állításán kívül semmilyen bizonyíték nem létezik.

## Külső hivatkozások
- Ismertető
- A „Kassai kódex” hitelességéről. Magyar Könyvszemle 1972. 80–90. (mek.oszk.hu)
- Újra a „Kassai kódex” hitelességéről. Magyar Könyvszemle 1974. 170–177. (mek.oszk.hu)
- Vitatott történeti források (forum.index.hu)